# Francisco García Bazán
Francisco García Bazán (Málaga, 27 de marzo de 1940) es un filósofo, investigador y docente argentino, especializado en filosofía e historia de las religiones, en particular en las relaciones entre el cristianismo primitivo y el gnosticismo con la filosofía antigua. Publicó 36 libros, entre ellos El evangelio de Judas (2006), Gnosticismo: esencia, origen y trayectoria (2009), La biblioteca gnóstica de Nag Hammadi y los orígenes cristianos (2013) y El papado y la historia de la Iglesia (2014).

## Biografía y carrera
Francisco García Bazán nació en Málaga y llegó a la Argentina a fines de 1956, siendo aún un adolescente, donde terminó sus estudios secundarios.
Ingresó a la Facultad de Filosofía y Letras de la Universidad de Buenos Aires, de donde egresó como licenciado en filosofía con summa cum laude en 1968. Entre 1971 y 1972 fue becario de, CONICET y entre 1972 y 1974 fue becario en la Universidad Gregoriana de Roma, donde fue discípulo del padre Antonio Orbe. En 1975 obtuvo el doctorado en filosofía en la Universidad del Salvador con summa cum laude.
Ingresó en la carrera del investigador científico del CONICET en 1974 y alcanzó en 2003 el nivel de Investigador Superior. En 1976 obtuvo el premio Joven Sobresaliente de la Cámara Junior de Buenos Aires.
Se desempeñó como docente en las universidades de Buenos Aires, El Salvador y John F. Kennedy. En esta últimas fue designado decano del Departamento de Filosofía y director del Centro de Investigaciones en Filosofía e Historia de las Religiones de la Universidad Argentina John F. Kennedy entre 1987 y 2009, desde donde dirigió la revista Epimelia (revista de estudios sobre la tradición). En 1996 fue galardonado con el Premio Konex de Metafísica y en 2003 con el Premio Bernardo Houssay de la Secretaría de Ciencia, Tecnología e Innovación Productiva de la Nación.
Es miembro titular de la Academia Nacional de Ciencias de Buenos Aires, Emérito de la Academia Nacional de Ciencias Morales y Políticas y  Académico de Número de la Academia Provincial de Ciencias y Artes de San Isidro.
García Bazán ha publicado artículos de divulgación en periódicos como Clarín, La Nación y La Prensa.

## Obra
García Bazán se especializó en el estudio de las religiones y filosofías antiguas, principalmente el gnosticismo, neoplatonismo y sus vinculaciones con el cristianismo primitivo. Entre sus obras se encuentran Jesús el Nazareno y los primeros cristianos (2005), El evangelio de Judas (2006), La biblioteca gnóstica de Nag Hammadi y los orígenes cristianos (2013) y Jesús ¿estaba casado? (2014).
El crítico Jorge Pinedo, comenta uno de sus libros sobre los gnósticos, en los siguientes términos: 

Sostenido en una rigurosa fenomenología e historia de las religiones, Francisco García Bazán (académico y erudito de vigencia internacional, posiblemente el investigador argentino más importante en la especialidad) despliega en El gnosticismo: esencia, origen y trayectoria un panorama intensivo que hará las delicias de los iniciados, al tiempo que demandará la atención de los neófitos.

## Libros
Es autor y traductor de 36 libros (cuatro traducidos al portugués, Paulus 2002 y Esquilo, 2005): 
- Gnosis. La esencia del dualismo gnóstico (Buenos Aires, 1971, 2ª. ed. 1978)
- Plotino y la gnosis (Buenos Aires,1981)
- Neoplatonismo y Vedânta (Buenos Aires, 1982)
- René Guénon y el ocaso de la metafísica (Bna.1990)
- Aspectos inusuales de lo sagrado (Madrid, 2000)
- Presencia y ausencia de lo sagrado en oriente y occidente (Madrid, 2001)
- La concepción pitagórica del número y sus proyecciones (Buenos Aires, 2005)
- Jesús el Nazareno y los primeros cristianos. Un enfoque desde la historia y la fenomenología de las religiones (Buenos Aires, 2005)
- Gnosticismo: esencia, origen y trayectoria (Buenos Aires, 2009)
- La Religión hermética. Formación e historia de un culto de misterios egipcio (Buenos Aires, 2010)
- Plotino y la mística de las tres hipóstasis (Buenos Aires, 2011)
- La biblioteca gnóstica de Nag Hammadi y los orígenes cristianos (Buenos Aires,2013)
- Jesús ¿estaba casado? (Buenos Aires, 2014)
- El papado y la historia de la Iglesia (Buenos Aires, 2014)
- Hitos escondidos de la cultura occidental (San Isidro, 2018)
- El número pitagórico (Madrid, 2019)

### Como traductor
- Oráculos Caldeos. Numenio de Apamea (Madrid, 1991)
- La gnosis eterna. Antología de textos gnósticos griegos, latinos y coptos I-III (traductor, Madrid, 2003-2007-2017)
- El evangelio de Judas (Madrid, 2006)

### En colaboración
- Filosofía comparada de Oriente y Occidente (1972)
- René Guénon o la tradición viviente (1985)
- Textos gnósticos. Biblioteca de Nag Hammadi I-III (1997-2000, con sucesivas ediciones)
- La confusión de las lenguas y La migración de Abrahán, en J. P. Martín (ed), Filón de Alejandría. Obras Completas (Madrid, 2012)
- El alborear andaluz de la Filosofía española, con Juan Fernando Ortega Muñoz (Málaga, 2017)

## Premios
- Joven Sobresaliente 1976 de la Cámara Junior de Buenos Aires.
- Premio Gobierno Provincia de Buenos Aires  (Ciencias Sociales 1990).
- Premio KONEX de Metafísica (1996).
- Premio Bernardo Houssay de la Secretaría de Ciencia y Técnica de la Nación al Investigador Consolidado 2003.
- Honorary Member de la International Association for Analytical Psychology, por sus aportes al estudio de la psicología de C.G. Jung.
- Profesor Honorario de la Universidad Católica de Cuyo (Res. 051-CS-2015).
- Doctor honoris causa de la Universidad del Centro Educativo Latinoamericano (2018).
- 2°Premio Nacional de Ensayo Filosófico por el libro La Biblioteca gnóstica de Nag Hammadi y los orígenes cristianos. (2019)
- Personalidad destacada en el ámbito de la Cultura de la Ciudad Autónoma de Buenos Aires. (2020)

Se le han dedicado dos libros colectivos de homenaje (2015 y 2018).